# Ceroplastes mosquerai
Ceroplastes mosquerai är en insektsart som beskrevs av Ben-dov 1993. Ceroplastes mosquerai ingår i släktet Ceroplastes och familjen skålsköldlöss.
Artens utbredningsområde är Colombia. Inga underarter finns listade i Catalogue of Life.